# 年俸1ドル
アメリカ合衆国などの大企業や政府のトップの中には、年俸1ドル（ねんぽう1ドル、one-dollar salary）で働いている者も多い。年1ドルの給与は、本人は無報酬で働くことを希望しているが、法的な理由で、ボランティアと区別するために何らかの給与を支払わなければならない場合に使用される。この概念は、1900年代初頭、アメリカの様々な産業界のリーダーが、第一次世界大戦中に政府のために働いた際に生まれたものである。その後、1990年代後半から2000年代前半にかけて、多くの経営者が1ドルの年俸を受け取るようになったが、これは経営難に陥った企業や新興企業の場合が多く、自社の株式を保有し、自社の業績が上がることで間接的に利益を得られる可能性があった。年俸1ドルで働く人物は"dollar-a-year men"（年俸1ドルの男）と呼ばれた。

## 年俸1ドルの人物
当初の「年俸1ドルの男」は、20世紀初頭から半ばにかけての第一次世界大戦、第二次世界大戦、朝鮮戦争などの戦時中に、政府がアメリカの産業を動員して管理するために国のために働いた企業や政府の幹部である。アメリカの法律では、政府が無給のボランティアを受け入れることは禁じられている。政府に雇用された者には名目上の給料が支払われなければならず、その給料によって政府の被雇用者としての法的関係が成立する。第一次世界大戦中、約千人が年俸1ドルで政府に雇用されていた。ただし、彼らのほとんどは、自分の会社から給料をもらっていた。
「年俸1ドルの男」として最初に知られているのは、セオドア・ルーズベルトの下で農務省の国有林管理部門の長官を務めたギフォード・ピンショーである。ピンショーの後も、農務省では何人かの「年俸1ドルの男」が雇用された。1933年6月19日、労働長官のフランシス・パーキンスは5人の労働諮問委員を任命したが、そのうち2人はアマルガム被服労働組合出身であり、そのうちの1人シドニー・ヒルマンは年俸1ドルで働いていた。

### 第一次世界大戦
バーナード・バルークは、年俸1ドルで雇用された最初の実業家である。第一次世界大戦中、国防会議には、バーナード・バルーク、ロバート・S・ブルッキングス、ハーバート・ベイヤード・スウォープなど、年俸1ドルで雇用された人物が多く参加していた。

### ニューディール政策と第二次世界大戦
ケンタッキー州のアシュランド石油精製会社の創業者兼CEOであるポール・G・ブレイザーは、1933年から1935年にかけてはフランクリン・ルーズベルト大統領の全国復興庁の下で、ブレイザー委員会の委員長として石油産業の公正競争規範を担当し、第二次世界大戦中には、ルーズベルト大統領の戦時石油管理局の第二地区精製委員会の委員長を務めたが、いずれも年俸1ドルだった。第二次世界大戦中、ドリス・デュークは、エジプトでアメリカ人水兵のための酒保で働いたが、これも年俸1ドルだった。
第二次世界大戦中のカナダでは、「全事項大臣」(Minister of Everything)と呼ばれたクラレンス・ハウが、「年俸1ドルの男たち」を使って再軍備計画を立てた。
その一例が、『モントリオール・スター』紙のオーナー兼発行者のジョン・ウィルソン・マコンネルで、彼は戦時物価貿易委員会の許認可担当に任命され、無報酬でその職を務めた。他にも、エドワード・プランケット・テイラーやオースティン・コッタレル・テイラーなどがいる。

## 現代の例
現代の年俸1ドルの人物の中には、政府機関で働く人物もおり、特にアーノルド・シュワルツェネッガー元カリフォルニア州知事、ミット・ロムニー元マサチューセッツ州知事、マイケル・ブルームバーグ元ニューヨーク市長などが挙げられる。
ドナルド・トランプ元大統領は、2016年11月に年俸1ドルしか取らないと公約し、給与の最初の3か月分を国立公園局に寄付し、任期中に給与の全額を寄付する計画を表明した。これは、当初、1ドルの給与しか受け取らないと言っていたことに起因する。それ以来、トランプは給与を様々な連邦省庁に寄付し、選挙公約を果たした。
2015年、当時15歳のコービン・ダンカンが、オーストラリア首相に年俸1ドルとするよう請願した。この請願は受け入れられなかったが、国際的なメディアで取り上げられた。

## 代替報酬の例
年俸1ドルとしている経営者の多くは、他の形態の報酬も受け取らないことを選択しているが、ボーナスや他の形態の報酬で数百万ドル以上を受け取っている者もいる。例えば、オラクルの創業者兼CEOであるラリー・エリソンは、2010-11年に給与は1ドルしか受け取っていないが、その他の報酬として7700万ドル以上を受け取っている。
また、給与の代わりにストックオプションを受け取る場合もある。アメリカでは、株式やオプションの付与は連邦所得税率で課税されるものの、社会保障やメディケアの財源となる給与税の一部（通常7.65%）が免除される場合があるため、この方法は個人の納税額に影響する。
経営者たちは、給与ではなく株式による報酬にすることで、経営者の業績と財務上の利益が結びつくと主張する。これは、株価が企業の実際の価値を反映し、それが経営者のパフォーマンスを反映するという前提に立つものである。否定派は、このインセンティブが、長期的な計画よりも短期的な計画を促進する可能性があると主張している。

## 著名な「年俸1ドル」の人物
- アーノルド・シュワルツェネッガー（元カリフォルニア州知事）[34]
- ダレン・エントウィッスル（英語版）（テラス）[35]
- デビッド・ファイロ（Yahoo!）[36]
- デビッド・ロイド・ジョージ（元イギリス首相）
- ドナルド・トランプ（アメリカ合衆国大統領）
- エドワード・ランパート（英語版）（シアーズ・ホールディングス）[36]
- イーロン・マスク（テスラモーターズ、スペースX）[37]
- エリック・シュミット（Google）[38]
- エヴァン・シュピーゲル（Snap Inc.）[39]
- F・トム・レイトン（英語版）（アカマイ・テクノロジーズ）[40]
- ヘンリ・サミュエリ（ブロードコム）[41]
- ハーバート・フーヴァー（元アメリカ合衆国大統領）[42]
- ジャック・ドーシー（Twitter）[36]
- ジャン・コウム（英語版）（WhatsApp）[43]
- ジェレミー・ストッペルマン（英語版）（Yelp）[36]
- ジェリー・ヤン（Yahoo!）[44]
- ジョン・F・ケネディ（元アメリカ合衆国大統領）[42]
- ジョン・マッキー（英語版）（ホールフーズ・マーケット）[39]
- ジョン・コーザイン（元ニュージャージー州知事）[45]
- ラリー・エリソン（オラクル）[36]
- ラリー・ペイジ（Alphabet）[38]
- リー・アイアコッカ（クライスラー）[30][46]
- マーク・ピンクス（英語版）（ジンガ）[47]
- マーク・ザッカーバーグ（Facebook）[48]
- メグ・ホイットマン（ヒューレット・パッカード）[49]
- ナラヤナ・ムルティ（インフォシス）
- リチャード・フェアバンク（英語版）（キャピタル・ワン）[30]
- リチャード・ヘイン（英語版）（アーバン・アウトフィッターズ）[36]
- リチャード・リオーダン（英語版）（元ロサンゼルス市長）[50]
- ロバート・ダガン（英語版）（ファーマシークリックス（英語版））[51]
- セハト・スタルジャ（英語版）（マーベル・テクノロジー・グループ）[52]
- セルゲイ・ブリン（Alphabet）[38]
- スティーブ・ジョブズ（Apple）[53][54][55]
- テリー・セメル（英語版）（Yahoo!）[30]
- ヴィクラム・パンディット（英語版）（シティグループ）[56]
- ウィリアム・クレイ・フォード・ジュニア（フォード・モーター）[30]
- ウィリアム・S・クヌードセン（英語版）（生産管理局局長）[57]